# Jorge Peña
Jorge Benito Peña Canales es un futbolista chileno que juega en la posición de guardameta. Actualmente milita en Unión la Calera de la Primera División de Chile.

## Trayectoria
Realizó su formación de juvenil en el club Everton, donde llegó con 9 años de edad, y su debut profesional fue un partido disputado frente a Audax Italiano por la fecha 22 del torneo de Primera División de Chile 2022.En diciembre de 2022 es oficializada su cesión a San Luis de la Primera B.
Tras jugar un solo partido válido por la Copa Chile 2023, en enero de 2024 es anunciada una nueva cesión, esta vez a Unión La Calera de la Primera División.En el equipo calerano fue suplente de Matías Ibáñez hasta la fecha 20 del campeonato de Primera División 2024, en donde ganó la titularidad.

## Clubes
| Club                       | País  | Año       |
| -------------------------- | ----- | --------- |
| Everton                    | Chile | 2020-2024 |
| → San Luis(cedido)         | Chile | 2023      |
| → Unión La Calera (cedido) | Chile | 2024      |
| Unión La Calera            | Chile | 2025-Act. |